# Erhard Wiersing
Erhard Wiersing (* 1940 in Glogau, Schlesien),  ist ein deutscher Erziehungswissenschaftler.

## Leben
Erhard Wiersing besuchte zunächst die Grund- und Realschule in einem Dorf bei und dann in der Wilhelm-Raabe-Stadt Eschershausen (im Landkreis Holzminden) und legte 1960 das Abitur am Joachim Heinrich-Campe-Gymnasium in Holzminden ab. Von 1960 bis 1966 studierte er Romanistik, Germanistik, Pädagogik und Philosophie an den Universitäten Göttingen und Caen (Frankreich) und war zwischenzeitlich ein Jahr am Lycée Emile-Littré in Avranches (Normandie) als assistant de langue allemande tätig. 1966 legte er das Erste Staatsexamen in Göttingen u. a. bei Wilhelm Kellermann, Albrecht Schöne, Günther Patzig und Hartmut von Hentig ab und schloss 1968 sein Lehrerstudium für die Fächer Deutsch und Französisch mit dem Zweiten Staatsexamen am Schiller-Gymnasium und Studienseminar Hannover ab. Von 1968 bis 1972 unterrichtete er seine Schulfächer am Viktoria-Luise-Gymnasium in Hameln. Von 1972 bis 1978 lehrte er als Studienrat im Hochschuldienst am Seminar für Pädagogik der Universität Hannover Schulpädagogik und promovierte dort auch 1977 mit der Dissertation unter dem Titel „Sprechhandeln im Unterricht“ bei Peter Menck und Otto Ludwig. 1978 wurde er als Professor für Allgemeine Pädagogik an die Hochschule für Musik Detmold berufen, wo er bis zu seiner Verabschiedung in den Ruhestand 2005 lehrte. Er lebt in Detmold.

## Forschung
Seine Forschungsschwerpunkte verlagerten sich in dieser Zeit von der Schulpädagogik zur Pädagogischen Anthropologie und Historischen Pädagogik (unter der besonderen Berücksichtigung des klassischen Altertums). 1985 gründete er innerhalb der Sektion für Historische Bildungsforschung der Deutschen Gesellschaft für Erziehungswissenschaft (DGfE) den bis heute bestehenden interdisziplinären „Arbeitskreis für Vormoderne Erziehung und Bildung“ (AVE), deren (Mit-)Sprecher er bis zum Jahr 2001 war. Seine Forschungen bezogen sich in diesem Zeitraum vor allem auf die Thematik der Vormoderne Bildung, was sich in einer Vielzahl von Veröffentlichungen und Herausgeberschaften vor allem in den „Beiträgen zur Historischen Bildungsforschung“ (Köln: Böhlau) niedergeschlug. Dazu zählen u. a.:
- Der ferne Luther. Überlegungen zu einer schwierig gewordenen Begegnung. Schriftenreihe der Lippischen Landesbibliothek (Detmold 1984).
- Martin Luther und die Geschichte der Erziehung. Überlegungen zum erziehungsgeschichtlichen Interesse an Mittelalter und früher Neuzeit, in: Goebel, K. (Hg.), Luther in der Schule. Beiträge zur Erziehungs- und Schulgeschichte, Pädagogik und Theologie. S. 27–54 (Bochum 1985).
- Die alteuropäische Erziehung und Bildung als Thema der Historischen Pädagogik. Einige Gedanken zum Rückgriff auf die Vormoderne in postmoderner Zeit, in: Neue Sammlung 3. S. 301–322 (1988).
- Das Detmolder Gymnasium in der ersten Hälfte des 19. Jahrhunderts, in: Wiersing, E. (Hg.) Lippe im Vormärz. Von bothmäßigen Unterthanen und unbothmäßigen Demokraten. S. 128–164 (Bielefeld 1990).
- Der Schild des Achill. Zur erziehungshistorischen Bedeutung des literarischen und bildlichen Kunstwerks, in: Rittelmeyer, Ch./Wiersing, E. (Hg.) Bild und Bildung. Ikonologische Interpretationen vormoderner Dokumente von Erziehung und Bildung. S. 1–21 (Wiesbaden 1991).
- Vormoderne Lebensläufe. Einige humanwissenschaftliche und insbesondere erziehungshistorische Überlegungen zu ihrer Erforschung. Einleitung zu: Keck, R.W./Wiersing, E.: Vormoderne Lebensläufe – erziehungshistorisch betrachtet. S. 1–32 (Köln 1994).
- Bildung. Interdisziplinäre Überlegungen zu einem deutschen Begriff, in: Wirkendes Wort 2. S. 322–333 (1996).
- Kleriker – Beamte – Gelehrte – Erzieher – Künstler. Vorüberlegungen zu einer Geschichte und Typolologie des Gebildeten im vormodernen Europa, in: Keck, R.W./Wiersing, E./Wittstadt, K. (Hg.): Literaten – Kleriker – Gelehrte. Zur Geschichte der Gebildeten im vormodernen Europa. S. 15–56 (Köln 1996).
- Musiké und Paideía. Die Dichter als Erzieher der Griechen, in: Keck/Wiersing. S. 67–88 (Wittstadt 1996).
- Humanistische Bildung und Platons „Politeia“ heute. Anmerkungen zum Schreckensbild des Erziehungsstaats, in: Wiersing (Hg.). S. 244–313 (2001).
- Rhetorik und Unterricht. Zur Geschichte, Theorie und Analyse des (Sprech-)Handelns im Unterricht, in: Koch, L. (Hg.): Pädagogik und Rhetorik. S. 111–141 (Würzburg 2004).
- „Über die ästhetische Erziehung des Menschen“. Schillers Theorie der ästhetischen Bildung als ein Gegenentwurf zum technokratischen Verständnis von Bildung, in: Pädagogische Rundschau 4. S. 425-337 (2006).
- Schillers Idee vom Fortschritt der Menschheit. Aktuelle und bildungshistorische Reflexionen zu Schillers Rede aus dem Jahre 1789: Was heißt und zu welchem Ende studiert man Universalgeschichte? Für Hartmut von Hentig zum 80. Geburtstag, in: Pädagogische Rundschau 2, S. 149–165 (2006).
- Versuch einer evolutionsbiologischen und frühgeschichtlichen Begründung der Kulturalität, in: Steenblock, V./Lessing, H.-U. (Hg.): Vom Ursprung der Kultur. Mit einem Gespräch mit G. Dux. S. 117–168 (Freiburg/München 2014).

## Hauptwerke
Eine Zusammenfassung fand diese Forschung in der von ihm herausgegebenen Schrift „Humanismus und Menschenbildung. Zu Geschichte, Gegenwart und Zukunft der bildenden Begegnung der Europäer mit der Kultur der Griechen und Römer“ (Essen 2001).
Dem folgten die zu Standardwerken gewordenen und in alleiniger Autorschaft vorgelegten Abhandlungen
1. „Geschichte des historischen Denkens. Zugleich eine Einführung in die Theorie der Geschichte“ (Paderborn 2007, 1091 S.) und
2. „Theorie der Bildung. Eine humanwissenschaftliche Grundlegung“ (Paderborn 2015, 1140 S.).

Einen bildungstheoretischen Abschluss seiner Forschung bildet die jüngst vorgelegte Schrift „Hartmut von Hentig – Ein Essay zu Leben und Werk“ (Bielefeld 2020, 429 S.).